# Henri Meunier (écarteur)
Pour les articles homonymes, voir Meunier et Henri Meunier.
Antoine Lauilhé, dit Henri Meunier ou  simplement Meunier, est un écarteur landais, né le 1er mai 1880 à Ossages et mort le 22 avril 1934 à Mont-de-Marsan.

## Biographie

### Enfance
Antoine Lauilhé naît le 1er mai 1880 à Ossages, au moulin du Gouat de Trouilh, sur l'Arrigan, ruisseau frontalier entre Ossages et Tilh. Son père est Jean Lauilhé, un des cinq meuniers (« moulié ») du secteur (deux à Tilh et trois à Ossages). Le son qu'il conserve permet à ce dernier d'élever quelques porcs qui, avec la basse-cour et quelques vaches (cinq ou six tout au plus), lui fournit les moyens de nourrir convenablement sa famille, ce qui n'est pas le cas de tout le monde à cette époque.
Antoine Lauilhé passe ainsi les premières années de sa vie au sein d'une communauté rurale et d'une famille unie . L'école des garçons d'Ossages se trouve alors au-dessus du porche de l'église Sainte-Madeleine d'Ossages, dans le clocher. Il la fréquente car depuis les lois Jules Ferry de 1881 et 1882, elle est devenue gratuite et obligatoire, et ses parents veulent absolument qu’il sache lire et écrire. Il y reste jusqu'à l'âge de dix ans, avant de devenir meunier à son tour. Mais dès l'âge de huit ans, il se montre passionné par la course landaise et le métier d'écarteur.

### Carrière
Antoine Lauilhé descend pour la première fois dans les arènes d'Ossages à treize ans. Bien vite il s'impose à la fois aux bêtes (vaches et taureaux), aux autres écarteurs et au public. Sa bravoure et sa maîtrise de plus en plus affirmée vont être remarquées par les aficionados.
Devenu adulte, Antoine Lauilhé est un athlète aux muscles forgés par son métier de meunier et il dépasse les autres écarteurs d'une tête. En août 1901, il écarte en amateur et saute au-dessus la coursière « Césarine » dans les arènes de Tilh, situées à cette époque au bas du croisement du chemin de Lavignotte et du chemin de Grisère. Le même mois, « Lou Moulié » brille aux arènes de la Técouère à Amou et triomphe le 16 août à Pomarez. En septembre 1901, il reçoit sa feuille de route pour le 123e régiment d'infanterie basé à La Rochelle. 
Il débute en formelle le 28 juin 1902 au Houga.  Il signe alors avec la ganaderia Bacarrisse de Cauna. Et pour les affiches, la presse, il lui faut choisir un nom, ce sera : Le Meunier. Au bout de quelques années, l'article défini disparaît et on ne le nomme plus que Meunier. En 1904, il s'installe à Tilh, au moulin Darracq. Son parcours sera désormais celui de la gloire, pendant près de trente ans, durant lesquels il remporte tous les concours, reçoit tous les honneurs. Gravement blessé, il se présente tout de même aux arènes de Morcenx devant les coursières, prenant des risques calculés au plus juste. Il tourne 23 écarts et remporte une fois de plus le 1er prix
L'année 1905 est sa plus grande saison. Cette année-là, le docteur Levrier préconise de séparer l'infirmerie de la buvette ainsi que d'« embouler » les cornes des vaches. Au début de la Première Guerre mondiale, Meunier est mobilisé la 3 août 1914 et son régiment est envoyé en première ligne. Le 25 janvier 1915, il est fait prisonnier au plateau de Craonne. Mais il est porté officiellement disparu. La nouvelle se propage rapidement dans les Landes. En juillet 1915, une lettre de sa main arrive à Tilh : La Course landaise sort un numéro spécial en août et dans une affiche annonce que l'écarteur n’est pas blessé. Il rentre 46 mois plus tard, amaigri, usé et brisé.
Après l'armistice, Henri Meunier renoue avec les courses le 29 juin 1919 à Pau où il remporte un vif succès, qui se confirme les années suivantes. Blessé, quelques fois gravement, comme à Hagetmau le 3 août 1925 où la corne de Chalanguera lui transperce la gorge sans toutefois atteindre aucun organe vital, il continue à fournir des prestations mémorables. Lorsqu’il n'est pas en forme, la fanfare le rappelle en jouant la mélodie de « Meunier tu dors ». Il reste un modèle pour les jeunes écarteurs et, malgré ses 45 ans, tous reconnaissent la valeur artistique de son travail. Un chroniqueur écrit : « Il échappe à toute analyse ! ». Un amateur dit « Qu’ère unique » (Il était unique).
Le déclin progressif du métier de meunier dans l'entre-deux-guerres le contrainte à exercer une activité complémentaire : il fait du transport de passagers, de courrier, etc. avec un attelage de deux chevaux. À 53 ans, il continue à écarter : le critique « Le Carillonneur », écrit le 26 juin 1933 : « Saluez en Henri Meunier, le prince des écarteurs. Les ans (53) ont pu lui enlever beaucoup de sa témérité, de sa souplesse, de son agilité, de son activité, de sa confiance, ils n’ont en rien atténué la précision et la sûreté de son œil, la beauté plastique et le pathétique de son jeu ».
En juin 1933, aux arènes de Morlanne à Saint-Sever, lors d'un écart « en déhen » (en dedans), le teneur de corde se méprend et tire la corde : projeté à 1,50 m, victime d'une tumade violente suivie d'une commotion cérébrale, Henri Meunier, amené à l’infirmerie, ne reprend ses esprits qu'au bout de longues minutes. Les mois suivants, souffrant violemment de la tête, Henri Meunier se rend compte qu’il perd peu à peu la raison. Le 25 mars 1934, il est présent dans les arènes de Mont-de-Marsan pour la dernière fois. Au 11e écart à répétition, il encaisse « un choc brutal suivi d’une pirouette fantastique », marquant la fin définitive de sa carrière. Il est hospitalisé à l'hospice Sainte-Anne à Mont-de-Marsan, où il meurt le dimanche 22 avril 1934 : « Lou Moulié que s’ey mourt à l’espitaou dou Mount, yè » (« Meunier est mort à l'hôpital de Mont-de-Marsan, hier »).